# فلسفه عشق

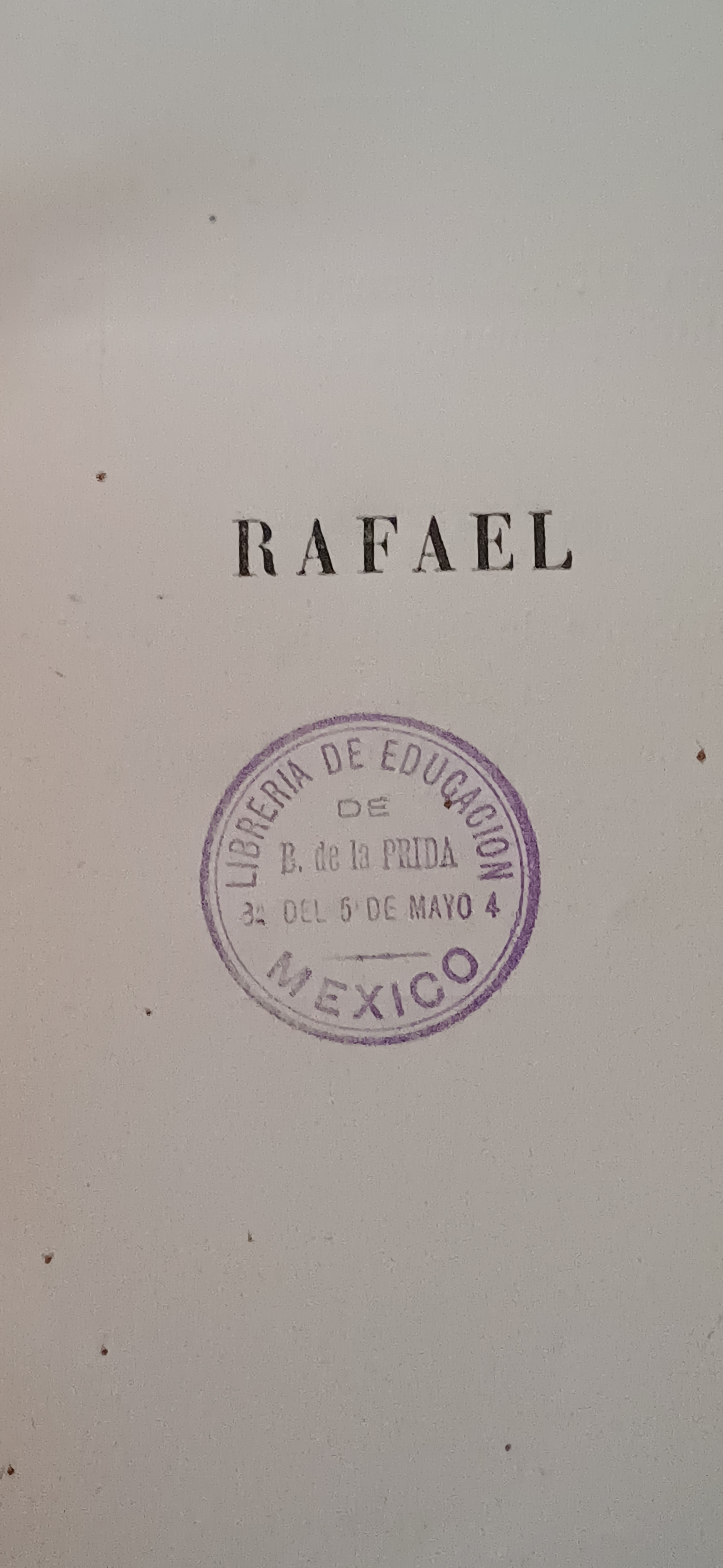
رافائل اثر آلفونس دو لامارتین. مُهر «کتابفروشی آموزشی مکزیک».

فلسفهٔ عشق در حوزهٔ فلسفه اجتماعی و علم اخلاق قرار می‌گیرد و در آن، تلاش‌هایی برای توصیف ماهیت عشق، انجام می‌شود. 

## نظریه‌های رایج
در توصیف ماهیت عشق و وظایف و نقش‌های آن، نظریه‌های گوناگونی ارائه شده‌است. توصیف ماهیت عشق برای فردی که خود عاشق نشده است یا مورد عشق کسی واقع نشده، امری است مشکل. در حقیقت برای چنین فردی در بهترین حالت، عشق اگر نه رفتاری کاملاً غیرعقلانی، اما کاملاً غریب و غیرمعمول می‌نماید. از میان گونه‌های شاخصی از نظریه‌ها که در صدد توصیف ماهیت و هستی عشق برآمده‌اند می‌توان به نظریه‌های روانشناسانه اشاره کرد که اکثریت گسترده‌ای از آن‌ها عشق را رفتاری سالم تلقی کرده‌اند. در این میان، نظریه‌های فرگشتی نیز وجود دارند که عشق را جزئی از فرایند انتخاب طبیعی می‌دانند. در نظریه‌های روحانی هم عشق می‌تواند موهبتی از سوی خدا تلقی شود. نظریه‌هایی نیز وجود دارند که در آن‌ها عشق همچون یک تجربهٔ عرفانی به دیدهٔ رازی توصیف‌ناپذیر نگاه می‌شود.

## سنت‌های غربی
صرف نظر از دیدگاه امپدوکلس دربارهٔ اروس به عنوان نیرویی که به هستی انسجام و پیوستگی می‌بخشد، ریشه‌های کلاسیک فلسفهٔ عشق در دنیای غرب به رسالهٔ ضیافت افلاطون باز می‌گردد. متأثر از این اثر غنی، سه جریان اصلی در بابِ فلسفه عشق طیّ سده‌های بعدی شکل گرفت.
1. اندیشهٔ وجود دو نوع عشق؛ یکی آسمانی و دیگری زمینی. که«از میان این دو یکی عقلی است و دیگری طبیعی – اولی...میل به فلسفه و حقیقت را بر می‌انگیزاند – و دومی تنها به برانگیختن میل در حالت ساده آن منجر می‌شود.»[۴]
  1. تصور آریستوفان از بشر به عنوان فراورده‌ای حاصل از دو شقّه شدنِ یک کُلِ بنیادین؛ فروید نیز بعداً از این تصور اسطوره‌ای که «تمام جنبه‌های این بشر ابتدایی دوگانه است و چهار دست و چهار پا و دو چهره دارد»[۵] برای تقویت نظریه "اضطرار بازتکرار" [۶] خود وام گرفت.
  2. نظریه استعلایی افلاطون در بابِ عشق: «صعود رو به بالا... از یک به دو، و از دو به تمامیِ اَشکال متعادل، و از اَشکال متعادل به اعمال متعادل، و از اعمال متعادل به تلقی‌های متعادل، تا آنجا که در نهایت فرد از تلقی‌های متعادل به تلقی زیبایی مطلق برسد.»[۷]